# 董若洵
董若洵（?—?），江蘇省常州府陽湖縣人，清朝政治人物、進士出身。
早年為廩貢生，光緒光緒十三年（1887年），授江蘇揚州府如皋縣教諭。
二十四年（1898年），参加光緒戊戌科殿試，登進士二甲86名。同年五月，改翰林院庶吉士。光緒二十九年四月，散館，著以知县即用。